# 霊泉寺 (福岡県添田町)
霊泉寺（れいせんじ）は、福岡県田川郡添田町にある、英彦山修験道の本山。山号は英彦山。九州西国三十三箇所一番札所。

## 概要
北魏の僧・善正上人が彦山を練行の地と定め、洞窟で修行したという。これにより、英彦山修験が成立した。その後、法蓮上人が中興したという。彦山から英彦山となったのは、霊元法皇の院宣による。英彦山大権現を祀り、寺号を霊仙寺、院号を無量寿院と称した。神仏分離により、英彦山神社に改称した。廃された大講堂は英彦山神社奉幣殿（重文）となっている。かつては天台修験の本山派に属していた山だが、戦後、修験者により霊泉寺として復活した。

## 歴史
- 継体天皇25年（531年?）善正上人は一宇を建立する。
- 弘仁10年（819年）法蓮上人は中興する。
- 元禄9年（1696年）本山派の別格本山・霊仙寺となる。
- 享保14年（1729年）霊元法皇の院宣により、英彦山と改称する。
- 明治元年（1868年）神仏分離により、英彦山神社に改称する。

- 1955年（昭和30年）霊泉寺として復活する。